# Voutezac
Voutezac – miejscowość i gmina we Francji, w regionie Nowa Akwitania, w departamencie Corrèze.
Według danych na rok 1990 gminę zamieszkiwało 1026 osób, a gęstość zaludnienia wynosiła 46 osób/km² (wśród 747 gmin Limousin Voutezac plasuje się na 126. miejscu pod względem liczby ludności, natomiast pod względem powierzchni na miejscu 296.).
15 grudnia 1908 w tunelu kolejowym „de Pouch” pomiędzy stacjami Allassac i Estivaux miała miejsce katastrofa. Zderzeniu uległ pociąg osobowy z pociągiem towarowym. Zginęło wówczas 15 osób.

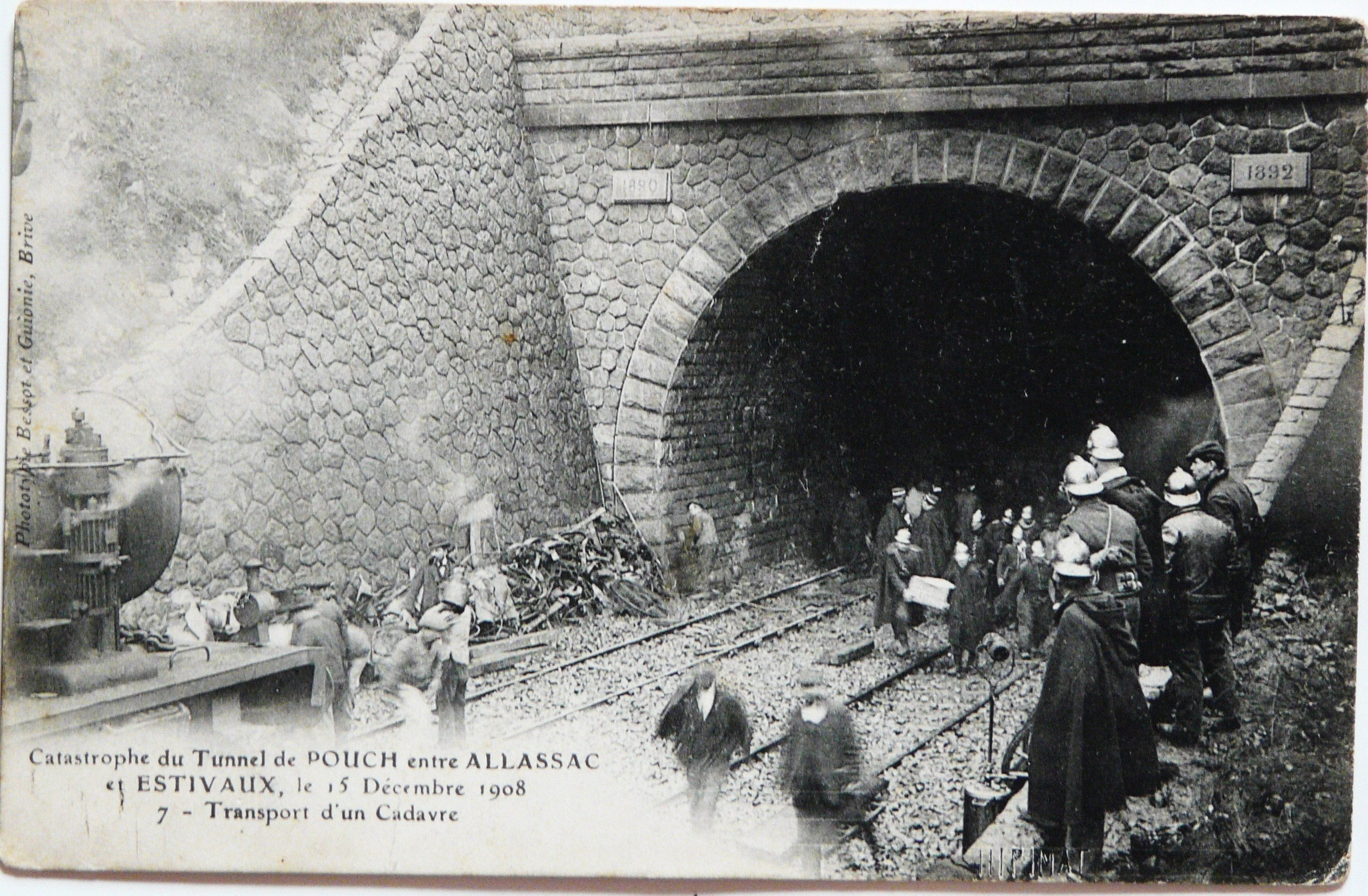
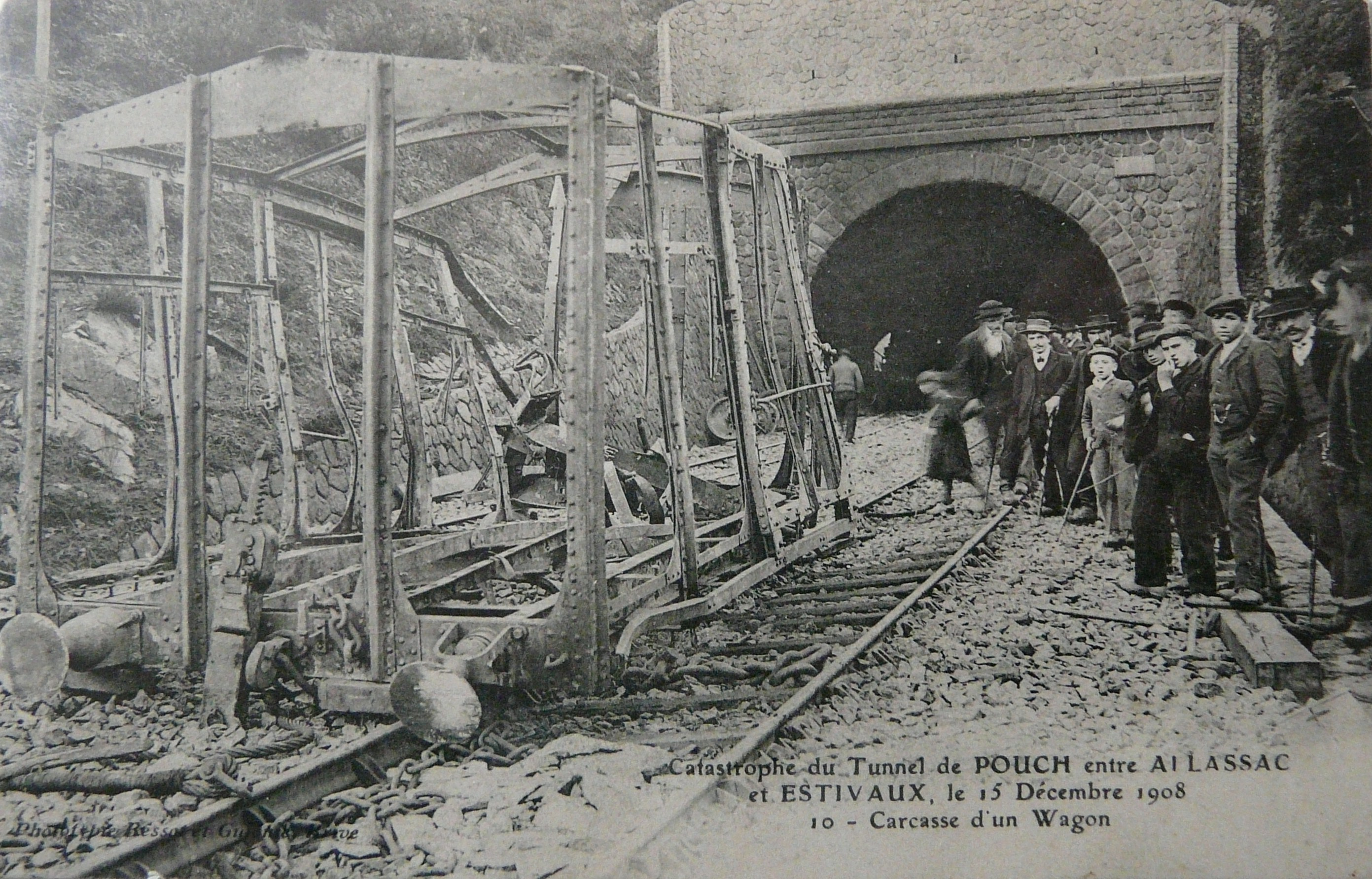
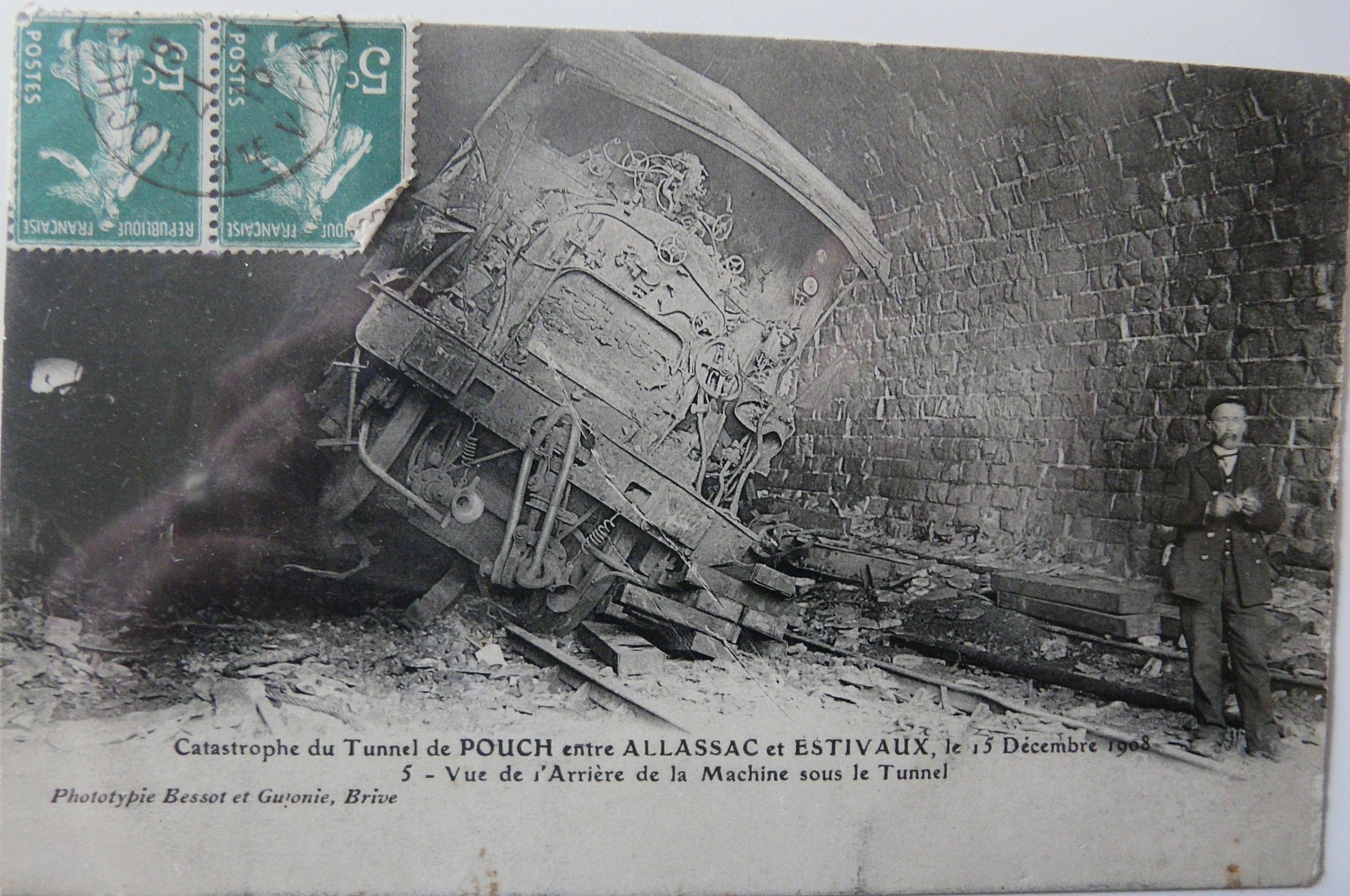
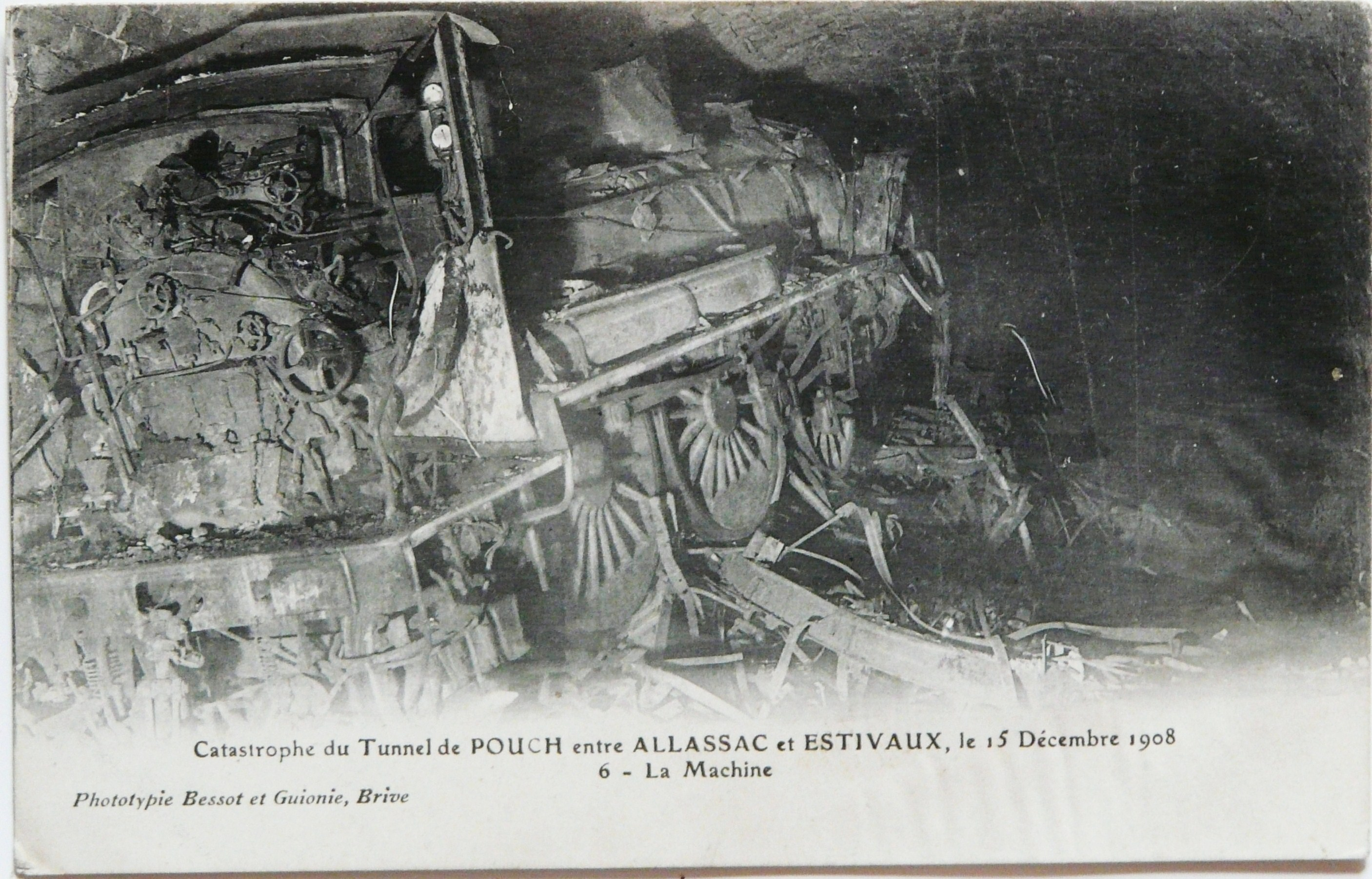

## Populacja

Populacja Voutezac w latach 1962–2008